# Anisotes parvifolius
Anisotes parvifolius là một loài thực vật có hoa trong họ Ô rô. Loài này được Oliv. mô tả khoa học đầu tiên năm 1886.